# Juan Brotto
Juan Brotto (Pádua, 27 de novembro de 1939 — 29 de janeiro de 2009) foi um ciclista olímpico argentino nascido na Itália. Brotto representou a equipe argentina na prova de perseguição por equipes (4.000 m) nos Jogos Olímpicos de Verão de 1960, em Roma.